# Edward Ochmański
Edward Ochmański (ur. 8 listopada 1947 we Włocławku, zm. 6 stycznia 2018) – polski matematyk, doktor habilitowany nauk matematycznych, profesor nadzwyczajny w Instytucie Podstaw Informatyki PAN, autorytet w dziedzinie teorii śladów.

## Życiorys
W latach 1965–1972 studiował matematykę na Uniwersytecie Warszawskim uzyskując tam stopień magistra. Stopień doktora nauk matematycznych uzyskał w 1986, a habilitację w 1997 w Instytucie Podstaw Informatyki Polskiej Akademii Nauk. W latach 1972–1985 pracował w Instytucie Badań Jądrowych w Świerku. Następnie od 1985 do przejścia na emeryturę pracował w Instytucie Podstaw Informatyki PAN w Warszawie, a także od 2001 również do emerytury, na Wydziale Matematyki i Informatyki Uniwersytetu Mikołaja Kopernika w Toruniu. Był organizatorem Zakładu Lingwistyki Matematycznej i Teorii Współbieżności na Wydziale Matematyki i Informatyki UMK. Specjalizował się w badaniach teorii śladów oraz teorii sieci Petriego.